# Селджукско заселване в Добруджа
Селджукското заселване в Добруджа е хипотетична миграция на значителен брой селджукски турци от Мала Азия в днешна Добруджа в средата на XIII век.
Събитието е отразено в няколко по-късни османски източника, както и от Йоан Кантакузин, но съвременни историци, като Петър Мутафчиев отхвърлят неговата достоверност.
След битката при Кьосе даг през 1243 година селджукските владения в Мала Азия стават зависими от Монголската империя. През 1262 година Кайкавуз II, един от наследниците на Иконийския султанат, е принуден от монголците да напусне земите си с много свои привърженици и да премине на византийска територия. Император Михаил VIII Палеолог задържа Кайкавуз като заложник и заселва последователите му по черноморското крайбрежие между Варна и делтата на Дунав, като по-късно Кайкавуз успява да избяга в Крим под защитата на Златната орда.
През 1307 година част от добруджанските турци се връщат в Мала Азия и се установяват в бейлика Кареси. Останалите остават в Добруджа, където запазват относителна самостоятелност до подчиняването им от Османската империя през 1417 година. Преселването на селджуките в Добруджа е в основата на една от хипотезите за произхода на гагаузите – според нея етнонимът им идва от името на Кайкавуз, като те са покръстени през XIII-XIV век.